# Vehicle resistent a mines i protegit d'emboscades
El Vehicle resistent a mines i protegit d'emboscades, conegut internacionalment amb el seu nom en anglès, Mine-Resistant Ambush Protected, i per les seves sigles (MRAP), és un terme utilitzat per definir una tipologia de vehicles de les Forces Armades dels Estats Units d'Amèrica dissenyats específicament per neutralitzar atacs mitjançant artefactes explosius improvisats (AEI) i emboscades. El programa MRAP del Departament de Defensa dels Estats Units va començar el 2007 en resposta a l'increment de l'amenaça dels AEI durant la Guerra de l'Iraq. Des del 2007 i fins al 2012, el programa MRAP ha desplegat més de 12.000 vehicles tant a l'Iraq com a la Guerra de l'Afganistan. Els vehicles MRAP han estat utilitzats tant per l'exèrcit nord-americà com per part d'altres països.
La producció de vehicles MRAP va acabar, oficialment, el 2012. Posteriorment es va començar a produir el vehicle MRAP All Terrain (M-ATV). El 2015, l'empresa Oshkosh Corporation va guanyar el contracte per construir el Joint Light Tactical Vehicle, un vehicle anti-mines lleuger que havia de substituir el paper del Humvee en combat i suplementar el M-ATV.

## Links
- MRAP Technical Manuals